# Deutsche Sport-Illustrierte
Die Deutsche Sport-Illustrierte – Das große Fachblatt der Woche für Sport und Motor war eine Sportzeitschrift, die von 1933 bis 1943 erschien.
Sie hatte eine Auflage von 40.000, was damals für nicht amtliche Blätter eine hohe Auflage darstellt. Sie ist in mehreren öffentlichen Bibliotheken archiviert.
1950 wurde der Versuch einer Neuauflage unternommen, aber 1951 wieder eingestellt.